# 瓦路易吉
瓦路易吉（香港旧译，台湾旧译）是任天堂著名電子遊戲系列瑪利歐系列的虛擬角色。他在2000年推出的《瑪利歐網球64》中首次亮相，扮演路易吉的宿敵，並在瑪利歐系列的衍生作品中陪伴瓦力欧，通常是為了製造惡作劇和問題。角色是由Camelot的青木文秀創作，初期由查爾斯·馬爾蒂內配音，2023年宣佈不再參與配音後，從2024年《超級瑪利歐派對 空前盛會》起由凱文·阿富汗尼接手配音。最初受到媒體的兩極分化，此後獲得了一批狂熱追隨者，特別是通過他作為互聯網迷因的使用而得到了幫助。

## 登場背景

瓦路易吉的帽子和手套上的“Г”標誌，是在遊戲裏都被用來代表他

瓦路易吉並不是純粹的任天堂角色，而是由《瑪利歐網球64》開發商Camelot新創造的。設計由Camelot的美術設計師青木文秀負責，當時由於網球運動需要大量的人形或類似的角色，而瑪利歐系列的主要角色還不夠多，只有黛西公主和咚奇剛等。由於開發商沒有找到適合與瓦力欧雙打配對的角色，選擇角色也很困難，經協商後採用瓦路易吉成為瓦力欧的拍檔。最初，“Waiji”這個名字以及“Jerosi”和“Ginanny”等名字是由美國工作人員建議的，但由於好說且有影響力，改為“Waluigi”。在創作角色時，像瓦力欧那樣對應马力欧，瓦路易吉的體格是高瘦的身材是與路易吉相對應。“Г”（倒立的 “L”）的標記，与瓦里奥的“W”（倒立的 “M”）相对。

## 登場遊戲
瓦路易吉亦在《瑪利歐賽車》系列中出現，首次出現在《马里奥赛车 双重冲击！！》，他的賽車主場被稱為瓦路易吉體育場。除了《瑪利歐賽車7》之外，儘管瓦路易吉的主場瓦路易吉彈珠台在任天堂DS中可供選擇，但由於時間限制在往後的系列中被砍掉了。

### 瑪利歐派對
瓦路易吉首次出現在《瑪利歐派對3》中，之後在派對系列中繼續登場。

### 體育遊戲
瓦路易吉在以下系列中登場，例如《瑪利歐高爾夫家庭巡迴賽》系列 、《超級瑪利歐激戰前鋒》系列 、《瑪利歐籃球 3對3鬥牛賽》系列 和《超級瑪利歐體育場》系列。